# Гродзинський Андрій Михайлович
Андрій Михайлович Гродзинський (3 грудня 1926, Біла Церква — 17 грудня 1988, Київ) — український біолог, академік Академії наук УРСР, доктор біологічних наук, професор, академік-секретар відділення загальної біології АН УРСР, член Президії АН УРСР, директор Центрального республіканського ботанічного саду АН УРСР, голова Ради ботанічних садів України та Молдавії, засновник сучасної алелопатії та теоретичних основ фітодизайну. Лауреат Державної премії України в галузі науки і техніки (1992) (посмертно). Старший брат академіка НАН України, біолога Дмитра Гродзинського.

## Біографія
Народився 3 грудня 1926 року в місті Біла Церква Київської області в родині декана агрохімічного факультету Білоцерківського сільськогосподарського інституту Михайла Карповича Гродзинського. Мати, Віра Пилипівна Гродзинська, після закінчення Білоцерківського сільськогосподарського інституту працювала асистентом, а потім і доцентом кафедри ботаніки цього навчального закладу. Допомагала Михайлу Карповичу збирати гербарний матеріал, досліджувала грибну флору Білоцерківщини.
Через евакуацію в 1942 році опинився в Алма-Аті, де в агрохімічній лабораторії Казахського НДІ землеробства працював грубником біля дистиляційного куба і ще надробив молотком дві тонни каміння у фосфоритне борошно (перший науковий доробок). Вже 1943 року його зарахували на другий курс агрономічного відділення Конь-Колодезького сільськогосподарського технікуму (Липецька область), по закінченні якого у 1944 році призначили керуючим відділка племгоспу. Залучений до служби в армії, навчався протягом 1945 року у піхотному училищі, у 1947 році був переведений до Таманської стрілецької дивізії, а в грудні 1948 року відправлений на відбудову Севастополя, де набув практичного будівельного фаху. Отримавши одноденне звільнення влітку 1948 року, Гродзінський склав чотири іспити і був зарахований на заочне відділення Московської сільськогосподарської академії ім. К. А. Тімірязєва.
Після демобілізації в 1950 році перевівся до Білоцерківського сільськогосподарського інституту на агрономічний факультет, який з відзнакою закінчив у 1954 році, захистивши замість держіспитів дипломний проєкт, бо під час навчання вів активну дослідницьку роботу. Потім працював агрономом на Козелецькій лукомеліоративній станції, де організував малу агрохімічну лабораторію. В 1955 році склав іспит до аспірантури Інституту фізіології рослин та агрохімії АН УРСР. На той час поле його дослідницької діяльності та наукової зацікавленості було
досить значне, через що його переводять до Інституту ботаніки (в майбутньому — ім. М. Холодного). В 1958 році А. Гродзінський захистив кандидатську дисертацію.
З 1965 року — заступник директора Інституту ботаніки АН України, а потім — директор Центрального республіканського ботанічного саду АН України. Захищає докторську дисертацію на тему «Алелопатія в житті рослин та їх угрупувань». Свою подальшу наукову діяльність присвятив дослідженню хімічної взаємодії рослин, механізмів дії біологічно активних речовин, пізнанню особливостей алелопатії у різних типах рослинності. Особливу увагу приділяв вивченню алелопатичної взаємодії у різних типах рослинності та різних фітоценозах.
З 1967 року очолював роботу Ради ботанічних садів України та Молдавії. В 1973 році його обрано членом-кореспондентом АН УРСР, а 26 грудня 1979 року дійсним членом АН УРСР. З 1974 року і до кінця життя він працював академіком-секретарем Відділення загальної біології АН УРСР.

Могила Андрія Гродзинського

Помер 17 грудня 1988 року у віці 62 років у Києві. Похований у Києві на Байковому кладовищі.

## Наукова робота
Під його керівництвом підготовлено 4 докторів та понад 30 кандидатів наук. Він написав 7
монографій, понад 300 наукових і науково-публіцистичних праць. Був головним редактором журналу «Физиология и биохимия культурных растений», республіканського міжвідомчого збірника «Интродукция и акклиматизация растений», членом редколегій республіканських та всесоюзних журналів, а також «Червоної книги Української РСР».

## Визнання
2009 р. одній із вулиць Білої Церкви, неподалік будинку де жили брати Дмитро та Андрій Гродзинські, присвоєно ім'я академіків Гродзинських.